# Olivier Weinberg
Olivier Weinberg (Metz, 1969) is een Frans animator en striptekenaar.  

## Carrière
Weinberg begon zijn carrière op het gebied van de animatie. Zo werkte hij als storyboard artist mee aan Le bout des doigts (2003) en Horseland (2008).
In 2008 ontmoette Weinberg Jacques Martin en ging tekenen voor de educatieve reeks De reportages van Lefranc. Hij tekende De Atlantische muur (2011), De landing (2014), Het Ardennenoffensief (2014), De ondergang van het Derde Rijk (2015), De strijd om de Pacific (2016) en  	Les Batailles de Moselle (2017). Het album uit 2015 leverde hem bij de Prix Saint-Michel in 2015 de Plume d'or op.
Weinberg werkte mee aan de animatieserie Ernest et Célestine, la collection, die in 2017 op de Franse televisie werd uitgezonden.
In 2019 was hij een van de tekenaars van het album Le château de Malbrouck in de educatieve reeks De reizen van Tristan.
In 2022 tekende hij het derde deel in de reeks De jeugd van Alex op scenario van Marc Bourgne.